# 나카류몬촌
나카류몬촌(中龍門村)은 나라현 요시노군에 설치되었던 촌이다.